# Alcinda Honwana
Pour les articles homonymes, voir Honwana.
Alcinda Manuel Honwana (née en 1962) est une anthropologue mozambicaine, professeure Centennial et directrice stratégique du Firoz Lalji Institute for Africa à la London School of Economics and Political Science. Ses recherches portent sur les jeunes, les mouvements sociaux, les protestations politiques et le changement social. Elle a été conseillère principale des Nations unies au Département des affaires économiques et sociales.

## Enfance et éducation
Honwana est née au Mozambique,. Elle a terminé ses études de premier cycle à l'université Eduardo Mondlane, spécialisée en histoire et géographie. Elle s'installe à Paris pour ses études supérieures et prépare une maîtrise en sociologie à l'Université Paris VIII. Pour ses études doctorales, Honwana a déménagé au Royaume-Uni, rejoignant la SOAS University of London pour étudier l'anthropologie sociale. Ses premières recherches portaient sur la guérison d'après-guerre et la réintégration sociale au Mozambique,.

## Recherche
Après avoir terminé son doctorat en 1996 avec une thèse intitulée « Spiritual agency & self-renewal in southern Mozambique », Honwana a été nommée maître de conférences à l'Université du Cap. Elle a siégé au conseil d'administration du Conseil pour le développement de la recherche en sciences sociales en Afrique de 1998 à 2002. A New York, elle a travaillé pour le Bureau des Nations unies pour les enfants et les conflits armés dirigé par Olara Otunnu (en). Honwana est ensuite devenue directrice du Social Science Research Council à New York et a occupé un poste de visiteur à The New School for Social Research (en), enseignant un cours d'études supérieures en anthropologie. Elle a rejoint le conseil d'administration de l' African Studies Association aux États-Unis et a agi en tant que conseillère auprès des Nations unies .
En 2005, Honwana a déménagé au Royaume-Uni, où elle a été nommée présidente du développement international à l'Open University. Là, elle a développé ses études sur la politique de la jeunesse et les transitions de la jeunesse en adoptant le terme de Waithood (en) ou d'attente, qui décrit la période prolongée à laquelle les enfants africains sont confrontés entre l'enfance et l'âge adulte,. Pour Honwana, l'attente est une période durant laquelle les jeunes ne sont « plus des enfants mais pas encore des adultes indépendants… c'est une période précaire mais aussi très dynamique dans la vie des jeunes ». Honwana a soutenu que les mouvements de protestation des jeunes découlent de leurs expériences de marginalisation socio-économique et politique,. À son avis, le défi pour les mouvements de protestation des jeunes a souvent été de savoir comment traduire leurs aspirations au-delà des manifestations de rue en agendas politiques formels et en actions de gouvernance. Elle a été nommée en 2007 à la Chaire Prince Claus pour le développement et l'équité à l'Institut d'études sociales et à l'Université d'Utrecht aux Pays-Bas. Elle a prononcé une conférence TED à Londres en 2012, où elle a expliqué comment les jeunes en Afrique peuvent être des moteurs clés du changement socio-économique et politique.
Honwana a été nommée à la London School of Economics and Political Science en 2019, où elle a été nommée professeur Centennial et directrice stratégique du Firoz Lalji Center for Africa de la LSE,. Elle y a mené des appels à décoloniser l'académie et à créer un espace pour de nouvelles épistémologies. En 2018, Honwana a prononcé la conférence Kapuscinski sur le développement du Programme des Nations unies pour le développement, où elle a discuté de la politique de la migration des jeunes africains et du changement social.

## Publications (sélection)

### Livres
- Honwana, Alcinda., The time of youth : work, social change, and politics in Africa, 2012 (ISBN 978-1-56549-471-8, OCLC 862746455, lire en ligne)
- Honwana, Alcinda., Child Soldiers in Africa, 2006 (ISBN 978-0-8122-0477-3, OCLC 956784852, lire en ligne)
- Honwana, Alcinda., Youth and Revolution in Tunisia., Zed Books, 2013 (ISBN 978-1-299-71775-6, OCLC 851696014, lire en ligne)
- Alcinda Honwana et Filip De Boeck, Makers & Breakers: Children and Youth in Postcolonial Africa, Oxford, James Currey, 2005 (ISBN 0-85255-433-8, OCLC 56913029, lire en ligne)